# Паламаревка
Паламаревка (укр. Паламарівка), село, 
Смородьковский сельский совет, 
Купянский район, 
Харьковская область.
Код КОАТУУ — 6323787004. Население по переписи 2001 года составляет 18 (10/8 м/ж) человек.

## Географическое положение
Село Паламаревка находится на правом берегу реки Купянка, 
выше по течению на расстоянии в 2 км расположено село Смородьковка,
ниже по течению на расстоянии в 3 км расположено село Московка,
на противоположном берегу — село Великая Шапковка.

## История
- 1850 — дата основания.